# Mariano Puerta
Mariano "Marian" Ruben Puerta, född 19 september 1978 i San Francisco, Argentina, är en argentinsk vänsterhänt professionell tennisspelare.

## Tenniskarriären
Mariano Puerta blev professionell spelare på ATP-touren 1998 och har till augusti 2008 vunnit 3 tourtitlar i vardera singel och dubbel. Som bäst rankades Puerta som nummer 9 i singel (augusti 2005) och som nummer 68 i dubbel (augusti 1999). Liksom de flesta spelarna från Sydamerika har han grus som favoritunderlag och har vunnit alla sina singeltitlar på det underlaget. 
Puerta har haft framgångar som singelspelare och har förutom sina ATP-titlar också vunnit 9 av ATP:s Challenger-turneringar. Han finalbesegrade i en av dessa, Aix-en-Provence 2003, Rafael Nadal (3-6, 7-6, 6-4). Sin första tourtitel i singel vann Puerta 1998 i Palermo på grus genom finalseger över Franco Squillari. Två säsonger senare, 2000, vann han i Bogotá, (Colombia). Han finalbesegrade då Younes El Aynaoui. Sin sista ATP-tourtitel i singel vann han i Casablanca då han i finalen besegrade Juan Monaco (6-4, 6-1).   
Säsongen 2005 är hans hittills främsta. Han spelade då två singelfinaler, varav den ena i Franska öppna. Han mötte där spanjoren Rafael Nadal i en hård match som gick över fyra set. Den just 19-årige Nadal blev för svår för Puerta som började lovande genom att vinna första set i tiebreak. Nadal vann dock matchen med 6-7, 6-3, 6-1, 7-5. Nadal tog därmed sin första GS-titel. Senare visade det sig att Puerta varit dopad under turneringen.
Mariano Puerta deltog i det argentinska Davis Cup-laget 1999-2001 och 2005. Han har totalt spelat 11 matcher i laget och vunnit 8 av dem.

## Spelaren och personen
Mariano Puerta började spela tennis med sin far, som är tennistränare, vid 5 års ålder. Puerta nådde juniorfinalen i Franska öppna 1995. Samma år vann han Sydamerikanska mästerskapen. 
Puerta är gift med Sol sedan 2003. 

### Dopingavstängningar
Under säsongen 2003 blev Perta avstängd under en tvåårsperiod efter att ha testats positiv för clenbuterol i en turnering. Avstängningen förkortades senare till 9 månader efter det att han försvarat sig med att medlet tillförts av hans läkare som ett led i behandling av astma. 
År 2005 blev Puerta avstängd igen, denna gång efter att ha testat positiv för det hjärtstimulernade medlet etilefrin. Han straff blev nu avstängning under 8 år, vilket är den längsta avstängningen hittills i tennishistorien. Puerta blev också diskvalificerad från samtliga spelade matcher från och med Franska öppna 2005. Han dömdes också att betala tillbaka alla sina intjänade prispengar inklusive de han erhållit från finalplatsen i Franska öppna. Efteråt har ITF lagt till att mängden dopingmedel i Puertas kropp var för liten för att ha haft någon prestationshöjande effekt. Hans strafftid reducerades därefter till 2 år, och från juni 2007 spelar Puerta åter tourtennis.

## Grand Slam-finaler, singel (1)

### Finalförluster (1)
| År   | Mästerskap    | Finalmotståndare | Resultat           |
| 2005 | Franska öppna | Rafael Nadal     | 6–7, 6–3, 6–1, 7–5 |

## ATP-titlar

### Singel (3)
- 1998 - Palermo
- 2000 - Bogotá
- 2005 - Casablanca

### Dubbel (3)
- 1998 - Bogotá
- 1999 - München, Umag